# 後知恵バイアス
後知恵バイアス（あとぢえバイアス、英: Hindsight bias）は、物事が起きてからそれが予測可能だったと考える傾向。後知恵バイアスは、政治・ゲーム・医療など様々な状況で見られる。後知恵バイアスに関する心理学実験では、事象の予測が当たった場合に被験者は発生前よりも予測が強かったと記憶する傾向があることが分かっている。あと知恵バイアスと表記することもある。
事象の後に記録された予言は、後知恵バイアスの例である。
このバイアスの原因を可能性ヒューリスティックで説明する場合もある。すなわち、人間の心の中では、実際に起きた事象は起きなかった可能性よりも顕著である。
「起こりえたかもしれない別の事象」を検討することで、このバイアスの効果を低減させられることが知られている。

## 古典的研究
Paul Lazarsfeld (1949): 被験者に読んですぐに常識だと解釈できるような文章（実際には間違った内容）を読ませる実験をした。
Karl Teigen (1986): 被験者にことわざを評価させた。"Fear is stronger than love"（恐怖心は愛よりも強い）ということわざを提示された被験者の多くは、それを真であると評価した。一方、逆（愛は恐怖心よりも強い）のことわざを提示された被験者の多くもそれを真と評価した。

## 例
以下のようなフレーズは後知恵バイアスに関係している。
- 「だから、そう言ったのに!」（実際に予測可能であったケースももちろんある。）
- 「後の祭り」（"With the wisdom of hindsight"）
- Hindsight 20/20（馬鹿の後知恵）
- Monday morning quarterback （結果論からいろいろ批判する人）
- Retrospective foresight （回顧的予言?）
- 中国では「事後孔明」「事後諸葛」や、象棋の「馬後砲（中国語版）」などの比喩で呼んでいる。